# سلامة كبير
سلامة كبير قرية سوريّة تتبع إداريّاً لمحافظة حلب منطقة عين العرب ناحية مركز عين العرب، بلغ تعداد سكانها 231 نسمة حسب التعداد السكاني لعام 2004.